# Nazionale femminile di hockey su ghiaccio della Corea del Nord
La nazionale di hockey su ghiaccio femminile della Corea del Nord è controllata dalla Federazione di hockey su ghiaccio della Corea del Nord, la federazione nordcoreana di hockey su ghiaccio, ed è la selezione che rappresenta la Corea del Nord nelle competizioni internazionali femminili di questo sport.

## Competizioni principali

### Olimpiadi invernali
La nazionale nordcoreana ha partecipato alle Olimpiadi invernali 2018 insieme a quella sudcoreana con il sigillo della Corea unificata.

### Giochi asiatici invernali
- 2003: 4º posto
- 2007: 4º posto
- 2011: 4º posto

### IIHF Challenge Cup asiatica
- 2010:  3º posto
- 2014:  2º posto